# Dévény Anna
Dévény Anna (Budapest, 1935 – 2017. június 26.) magyar gyógytornász, művészitorna-szakedző. Az általa létrehozott Dévény Anna Alapítvány szakmai vezetője, kollégáival közösen az általa kifejlesztett módszer posztgraduális képzésének kidolgozója.

## Életrajza
Gyermekfejjel élte át Budapest bombázását, és kilencéves volt, amikor elveszítette édesanyját. 1954-ben érettségizett, majd gyógytornászképzésben vett részt. A diploma megszerzése után a pesti idegklinikára került, ahol tíz évig dolgozott. Ezt követően a Tétényi úti kórház neurológiai osztályára került. Közben elvégezte a Testnevelési Főiskola művészitorna-edzői szakát.
Koraszülöttek, sérült gyerekek és felnőttek mozgásrehabilitációjával foglalkozott. Az általa kidolgozott módszer felhasználja a művészi torna alapjait is, ugyanakkor a sérült izmokat, inakat speciális manuális technikával regenerálja.
1996 után speciális tréningeket tartott a Magyar Állami Operaház balettegyüttese számára.

## Dévény-módszer
A Dévény-módszer a fejlesztés és a gyógyítás összhangja. A módszer neve a Dévény Speciális manuális technika-Gimnasztika Módszer (DSGM), melyet a megalkotó nevéről és a módszer két fő területéről kapta. A gyógyító módszer a speciális manuális technika (SMT), a fejlesztő módszer a speciális testképző gimnasztika (STG).
Az SMT-t szakgyógytornász segítségével, egyénileg, kézzel végzett izommozgatási technika, célja, hogy megszüntesse az izmokban érezhető feszességeket, zsugorodásokat, izomtónus eltéréseket. Ez a fajta mozgás hasonlít a tornához, így gyakran nevezik Dévényi-tornának is.
A másik módszer, az STG csoportos, zenére végzendő mozgásképzés. A fejlesztés célja a mozgásrehabilitáció során beindított helyes működés további finomítása.

## Díjai
- 1980: Siker tévés közönségdíj
- 2003: Batthyány-Strattmann László-díj[4][5][6]
- 2010: Prima Primissima díj[3][5][6]
- 2012: Miniszteri díszoklevél[7]
- 2014: A Magyar Érdemrend középkeresztje
- 2017: Magyar Örökség díj

## Emlékezete
- Nevét őrzi a 399565 Dévényanna kisbolygó.[8][9]